# Nāḩiyat al Ḩāḑir
Nāḩiyat al Ḩāḑir (arabiska: ناحية الحاضر) är ett subdistrikt i Syrien.   Det ligger i provinsen Aleppo, i den centrala delen av landet, 280 km norr om huvudstaden Damaskus.
Omgivningarna runt Nāḩiyat al Ḩāḑir är i huvudsak ett öppet busklandskap. Runt Nāḩiyat al Ḩāḑir är det ganska tätbefolkat, med 86 invånare per kvadratkilometer.